# Paraulopus japonicus
Paraulopus japonicus is een straalvinnige vissensoort uit de familie van paraulopiden (Paraulopidae). De wetenschappelijke naam van de soort is voor het eerst geldig gepubliceerd in 1956 door Kamohara.